# W twoich oczach
W twoich oczach (org. В твоих глазах) – rosyjski dramat kryminalny z 2011 roku w reż. Igora Kopyłowa.

## Opis fabuły
Anastazja jest psychoterapeutką zatrudnioną w dobrze prosperującej prywatnej klinice. Rozwiedziona żyje samotnie. Pewnego dnia poznaje przypadkiem sympatycznego artystę-aerografika Żenię. Kobieta nie wie, że Żenia obok wykonywania pięknych grafik ma jeszcze drugie zajęcie – jest fałszerzem pieniędzy. Jego klienci to ludzie ze świata przestępczego. Pewnego dnia jeden z nich – Żurow, płaci  sfałszowanymi dolarami jednemu ze swoich klientów – Kołosowowi. Gdy ten orientuje się w oszustwie nachodzi Żurowa, zabija go oraz jego ochroniarzy i za wszelką cenę pragnie dopaść Żenię. Szukając schronienia przed bezwzględnymi przestępcami Żenia wciąga w orbitę ich niecnej działalności niczego nie świadomą Anastazję, która jest w nim zakochana. W końcu dochodzi do spotkania pomiędzy Żenią, szukającym go Kołosowem i jednym ze współpracowników Żurowa – Siewą. Ze strzeleckiego pojedynku zwycięsko wychodzi Żenia, który chce następnie uciec z Anastazją i 5 milionami fałszywych dolarów (wartych prawdziwy milion) za granicę. Jednak kobieta, znając już jego prawdziwe oblicze i wiedząc, że jest on w gruncie rzeczy bezwzględnym przestępcą, zabija go z broni jednego z martwych napastników. Milicja przyjmuje w śledztwie jej wersję wydarzeń tj., że bandyci powystrzelali się nawzajem. Anastazja wychodzi z całej sprawy obronną ręką, z ukrytymi wcześniej 5 milionami fałszywych dolarów.

## Obsada aktorska
- Olga Filippowna – Anastazja
- Paweł Deląg – Żenia
- Władimir Bogdanow – Żurow
- Władimir Sieliezniow – oficer milicji prowadzący śledztwo
- Siergiej Kozyriew – Kołosowow
- Dmitrij Gotsdiner – Misza (współpracownik Anastazji)
- Oksana Baziliewciz – Kowalsaka
- Jurij Kołokolnikow – Puzyriew (właściciel klubu nocnego)
- Aleksandr Cziewycziełow – Roman
- Jelena Niemzer – lekarz
- Siergiej Worobiew – Siewa

i inni.